# Marek Oravec

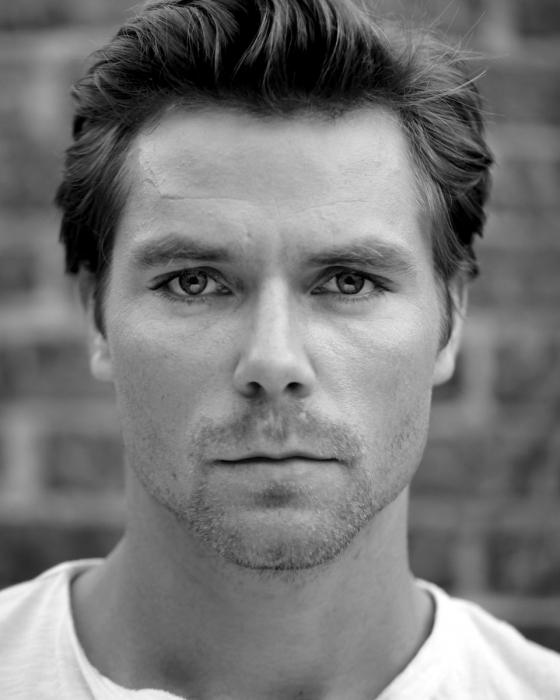
Marek Oravec (2013)

Marek Oravec (* 27. Dezember 1983) ist ein österreichischer Bühnen- und Filmschauspieler.

## Leben und Werk
Zu Beginn seiner Laufbahn übernahm der Schauspieler drei Hauptrollen beim Murauer Festival Shakespeare in Styria in englischer Sprache: 2006 den Caliban in einer Nicholas-Allen-Inszenierung von The Tempest, 2007 und 2009 die männlichen Titelrolle in Romeo and Juliet und Macbeth; beide inszeniert von Daniel Winder.
Im Londoner Tabard Theatre spielte er unter der Regie von Cecil Hayter Goethes Faust, im Royal National Theatre debütierte er 2011 in Arnold Weskers The Kitchen. Es inszenierte Bijan Shebani. Seit 2010 lebt und arbeitet der Schauspieler in Großbritannien.
Neben einer Reihe kleinerer und größerer Filmrollen wirkte Oravec auch in mehreren TV-Produktionen mit, beispielsweise in der Action-Krimiserie Crossing Lines, an der Seite von Anna Friel im TV-Drama The Psychopath Next Door, sowie für die BBC in der täglichen Seifenoper Doctors, der Krimiserie New Tricks – Die Krimispezialisten, der Science-Fiction-Serie Torchwood und in der Talkshow The Dinner Party.

## Filmografie (Auswahl)
- 2008: Operation Walküre – Das Stauffenberg-Attentat (Valkyrie)
- 2008: Londongrad (Kurzfilm von Wilf Varvill)
- 2008: Torchwood
- 2009: Jean Charles
- 2009: Doctors (Fernsehserie, eine Folge)
- 2009: New Tricks – Die Krimispezialisten (New Tricks, Fernsehserie, eine Folge)
- 2010: Foyle’s War (Fernsehserie, eine Folge)
- 2011: Captain America: The First Avenger
- 2012: The Tragedy of Macbeth
- 2013: Get Lucky
- 2013: Crossing Lines (Fernsehserie, zwei Folgen)
- 2013: The Psychopath next Door (Fernsehfilm)
- 2014: Herz aus Stahl (Fury)
- 2015: Modus – Der Mörder in uns (Modus, Fernsehserie, acht Folgen)
- 2016: Verräter wie wir (Our Kind of Traitor)
- 2018: Deine Juliet (The Guernsey Literary and Potato Peel Pie Society )
- 2019: A Midsummer Night’s Dream

## Auszeichnung
- 2012 Best Feature Film Actor beim LA INDIE Film Festival (für die Titelrolle in The Tragedy of Macbeth)[1]